# Fabian Stromberger
Fabian Stromberger (* 1986 in Darmstadt) ist ein deutscher Schauspieler, Sprecher, Synchronsprecher und Komponist.

## Leben
Fabian Stromberger ist der Sohn der Schauspielerin und Regisseurin Iris Stromberger und der Enkel des Schauspielers und Autors Robert Stromberger. Er absolvierte von 2008 bis 2012 seine Schauspielausbildung an der Bayerischen Theaterakademie August Everding in München. Während seiner Ausbildung hatte er Theaterengagements am Metropoltheater München (2010–2011; als Woyzeck), am Akademietheater München (2011) und am Theater in der Josefstadt in Wien (2012; als Sturmführer Schulz in Sein oder Nichtsein). 2011 erhielt er den Ensemblepreis für Woyzeck bei den Bayerischen Theatertagen in Bamberg.
Nach seinem Schauspielabschluss war er anschließend von 2012 bis 2014 für zwei Spielzeiten als festes Ensemblemitglied am Staatstheater Wiesbaden engagiert. Sein Debüt am Staatstheater Wiesbaden gab er als Schüler Ernst Röbel in Frühlings Erwachen. Weitere Rollen dort waren u. a. Maik in der Bühnenfassung von Wolfgang Herrndorfs Roman Tschick (2012–2014), Don Pedro/Don Juan in Viel Lärm um nichts (Premiere: Spielzeit 2013/14), Lysander in Ein Sommernachtstraum (Premiere: Spielzeit 2013/14) und Merkur in Amphitryon von Peter Hacks (Premiere: 2014).
Ab der Spielzeit 2014/15 war er bis 2017 festes Ensemblemitglied am Berliner Ensemble. Ab April 2015 spielte er dort in Robert Wilsons Faust-Inszenierung die Titelrolle. In dieser Rolle war Stromberger bis einschließlich der Spielzeit 2016/17 dort zu sehen sein.
In der Spielzeit 2015/16 spielte er als Gast am Wiener Burgtheater in Die Unschuldigen, ich und die Unbekannte am Rand der Landstraße von Peter Handke (Uraufführung: Februar 2016), einer Koproduktion mit dem Berliner Ensemble, in einer Inszenierung von Claus Peymann. 2016 trat Stromberger am Berliner Ensemble in Die Unschuldigen, ich und die Unbekannte am Rand der Landstraße (Juni 2016) und als Schwarz in Die Räuber (Juni/Juli 2016) auf. Von 2017 bis 2018 war er weiterhin als Gast am Burgtheater und am Berliner Ensemble für Inszenierungen von Claus Peymann engagiert. In der Spielzeit 2017/18 spielte er am Schlosspark Theater den Arthur Varville in Die Kameliendame. 2018 gastierte er am Theater Trier als Titelheld in Don Carlos. 2018 war Fabian Stromberger als Gast beim Darmstädter Theater „TheaterLust“ in zwei Hauptrollen zu sehen. In der Spielzeit 2019/20 gastierte er an der Seite von Johannes Hallervorden, Helen Barke und Julia Biedermann in der Komödie Schmetterlinge sind frei erneut am Schlosspark Theater. 2021 war er beim Festival „Klassik am Meer“ als Hitler in der Inszenierung von Mein Kampf (George Tabori) von Philip Tiedemann auf Usedom zu sehen.
Stromberger wirkte bisher auch in einigen wenigen Kino- und Fernsehfilmen mit, u. a. im Kinofilm Die Frau des Polizisten (2013) von Philip Gröning, der im August 2013 im Wettbewerb der 70. Internationalen Filmfestspiele von Venedig uraufgeführt wurde und dort den Spezialpreis der Jury gewann. Im März 2013 war er in der ZDF-Serie SOKO München in einer Episodenrolle zu sehen; er spielte Konrad Franke, einen reichen Münchner Studenten, der sich an einem üblen Cyber-Mobbing gegen seinen WG-Mitbewohner beteiligt.
Stromberger ist als Sprecher, Rezitator bei Lesungen und als Synchronsprecher tätig. Unter anderem entstanden 2019 in einer Koproduktion von Sony und Reclam Aufnahmen von Klassikern wie Romeo und Jullia, Hamlet und Der zerbrochne Krug (Musikkomposition: Fabian Stromberger) als Hörbuch, bei denen Fabian Stromberger als Tybalt, Horatio und Ruprecht zu hören ist (Produzent: Johannes Steck).
Fabian Stromberger ist außerdem Komponist, u. a. für Film- und Theatermusik.
Er tritt mit Chansonabenden mit Liedern aus den Goldenen Zwanzigern und den Dreißigerjahren auf.
Er lebt in München und Berlin und ist mit der Schauspielerin Elinor Eidt verheiratet, mit der er einen Sohn hat.

## Theater
- 2010: Woyzeck in Woyzeck (Georg Büchner) am Metropol Theater München, Regie: Jochen Schölch[20][21]
- 2011: ZAPO in Picknick im Felde (Fernando Arrabal) am Akademiestudio München, Regie: Sapir Heller
- 2012: Sturmführer Schulz in Sein oder Nichtsein (nach Ernst Lubitsch) am Theater in der Josefstadt, Regie: Peter Wittenberg[22][23]
- 2012: Azor in Der Streit (Pierre Carlet de Marivaux) am Akademietheater München, Regie: Malte Lachmann
- 2012: Maik in Tschick (Wolfgang Herrndorf) am Staatstheater Wiesbaden, Regie: Dirk Schirdewahn[24]
- 2013: Don Pedro/Don Juan in Viel Lärm um nichts (William Shakespeare) am Staatstheater Wiesbaden, Regie: Caroline Stolz
- 2013: Pjotr in Die Letzten (Maxim Gorki) am Staatstheater Wiesbaden, Regie: Markus Dietz
- 2013: Lysander in Ein Sommernachtstraum (William Shakespeare) am Staatstheater Wiesbaden, Regie: Manfred Beilharz
- 2014: Merkus in Amphitryon (Peter Hacks) am Staatstheater Wiesbaden, Regie: Caroline Stolz
- 2014: William Featherstone in Die bessere Hälfte (Alan Ayckbourn) am Staatstheater Wiesbaden, Regie: Caroline Stolz
- 2014: Josch K. in Weltkrieg für alle (John von Düffel) am Staatstheater Wiesbaden, Regie: Tobias Materna
- 2015: Faust in Faust I+II (Johann Wolfgang von Goethe) am Berliner Ensemble, Regie: Robert Wilson, Musik: Herbert Grönemeyer, Gastspiel am Théâtre du Châtelet in Paris
- 2016: Die Unschuldigen, ich und die Unbekannt am Rand der Landstraße (Peter Handke) am Burgtheater in Wien, Regie: Claus Peymann
- 2016: Schwarz/Grimm in Die Räuber (Friedrich Schiller) am Berliner Ensemble, Regie: Leander Haußmann
- 2016: Träumer in Abschlussball (Stückentwicklung) am Berliner Ensemble, Regie: Achim Freyer
- 2017: Noodler in Peter Pan, Gastspiel am National Taichung Theater in Taiwan, Regie: Robert Wilson
- 2017: Oberst Hennings in Prinz Friedrich von Homburg (Heinrich von Kleist) am Berliner Ensemble, Regie: Claus Peymann
- 2017: Varville in Die Kameliendame (Alexandre Dumas) am Schlosspark Theater, Berlin, Regie: Philip Tiedemann
- 2018: Don Carlos in Don Carlos (Friedrich Schiller) am Theater Trier, Regie: Alexander May
- 2018: Norman in Cash ... und ewig rauschen die Gelder (Michael Cooney) am Theater Trier, Regie: Caroline Stolz
- 2018: Datterich in Datterich (Ernst Elias Niebergall) am TheaterLust Darmstadt, Regie: Iris Stromberger
- 2019: Hecht in Der Glasschrank (Robert Stromberger nach Heinrich Rüthlein) am TheaterLust Darmstadt, Regie: Iris Stromberger
- 2020: Ralph Austin in Schmetterlinge sind frei (Leonard Gershe) am Schlosspark Theater, Berlin, Regie: Irene Christ
- 2021: Hitler in Mein Kampf (George Tabori) beim Festival „Klassik am Meer“, Regie: Philip Tiedemann
- 2021: Serge in Kunst (Yasmina Reza) am TheaterLust Darmstadt, Regie: Iris Stromberger
- 2022: Knuzius in Der fröhliche Weinberg (Carl Zuckmayer), Festspiele Heppenheim, Regie: Iris Stromberger
- 2022: Eric Swan in Cash … und ewig rauschen die Gelder (Michael Cooney), Festspiele Heppenheim, Regie: Iris Stromberger
- 2022: Edmund Tyrone in Eines langen Tages Reise in die Nacht (Eugene O’Neill), Schlosspark Theater, Regie: Torsten Fischer

## Filmografie
- 2011: Corduroy (Kurzfilm)
- 2012: Ludwig II. (Kinofilm)
- 2012: Das Traumzelt (Kurzfilm)
- 2013: Die Frau des Polizisten (Kinofilm)
- 2013: SOKO München (Fernsehserie; Folge: Brennendes Herz)
- 2019: Die Spezialisten – Im Namen der Opfer (Fernsehserie; Folge: Alte Wunden)
- 2021: 73 (Kurzfilm, DFFB)
- 2023: Das Mädchen von früher (Fernsehfilm)